# ACD/ChemSketch

ACD/ChemSketchで作成された2-ホルミルオキシ安息香酸のモデル。

ACD/ChemSketchは、化学構造の画像を作成および変更するために使用される分子モデリングプログラム。また、分子や分子モデルを2次元および3次元で表示して、化学結合の構造や官能基の性質を理解できるソフトウェアもある。

## 特徴
このプログラムは、分子を回転したり、色を変更したりして、可視化を改善するいくつかの高度な機能を提供する。イオンや官能基を含むいくつかのテンプレートがあり、テキストを追加したり、他のツールを使用して製作物を最適化したりできる。

## アプリケーション
ACD/ChemSketchは主に教育目的で使用される。このプログラムを使用すると、さまざまなエンティティの化学反応式、実験室の図示、および化学構造を記述して実行できる。